# Стоглав събор
Стоглавият събор се състои в Москва през януари – май 1551 г.
В него вземат участие царят Иван Грозни и представители на Болярската дума.
Той има за цел да се произнесе за яснозабележимите разлики в църковните обреди, в сравнение с обредите в останалите православни църкви, в полза на руските църковни обреди.
Този събор дава официална обосновка на възгледа, че гърците са се отклонили от истинската вяра и тя се е съхранила истинска само в Русия, като доказателството е разликата в църковните обреди.